# Éric Holder
Éric Holder (Lilla, 5 aprile 1960 – Queyrac, 22 gennaio 2019) è stato uno scrittore francese.

## Biografia
Éric Holder nasce il 5 aprile 1960 a Lilla da una famiglia borghese. 
Nel 1984 pubblica la sua prima raccolta di racconti, Nouvelles du Nord, al quale fa seguito, l'anno successivo, il suo primo romanzo, Manfred ou l'Hésitation. 
Autore di numerosi romanzi e racconti, nel corso della sua carriera viene insignito di numerosi riconoscimenti tra i quali il Prix Fénéon nel 1989 per Duo forte e il Prix Roger-Nimier nel 1996 per En compagnie des femmes. 
In tre occasioni tre sue opere sono state trasposte in altrettante pellicole cinematografiche; Mademoiselle Chambon e L'Homme de chevet nel 2009 e Bienvenue parmi nous nel 2012. 
Muore il 22 gennaio 2019 nella sua abitazione di Queyrac all'età di 58 anni alcuni mesi dopo la dipartita della sua compagna dai tempi dell'adolescenza, l'editrice Delphine Montalant. 

## Opere
- Nouvelles du Nord (1984)
- Manfred ou l'Hésitation  (1985)
- Duo forte (1989)
- L'Ange de Bénarès (1993)
- Bruits de cœurs (1994)
- La Belle Jardinière (1994)
- L’Homme de chevet (1995)
- La Tolérance (1995)
- Deux poèmes (1996)
- En compagnie des femmes (1996)
- Mademoiselle Chambon (1996), Roma, edizioni E/O, 2000 traduzione di Romana Petri ISBN 88-7641-424-X.
- Jours en douce (1997)
- On dirait une actrice (1997)
- Nouvelles du Nord et d'ailleurs  (1998)
- Bienvenue parmi nous (1998)
- Les Cabanes (2000)
- Awélé (2000)
- La Correspondante (2000)
- Masculins singuliers (2001)
- Hongroise (2002)
- L’Histoire de Chirac (2003)
- Les Sentiers délicats (2005)
- La Baïne (2007)
- De loin on dirait une île (2008)
- Bella Ciao (2009)
- Embrasez-moi (2011)
- L'Alphabet des oiseaux (2012)
- La Saison des bijoux (2015)
- La belle n'a pas sommeil (2018)

## Adattamenti cinematografici
- Mademoiselle Chambon, regia di Stéphane Brizé (2009)
- L'Homme de chevet, regia di Alain Monne (2009)
- Bienvenue parmi nous, regia di Jean Becker (2012)

## Premi e riconoscimenti
- Prix littéraire de la vocation: 1989 vincitore con Duo forte
- Prix Fénéon: 1989 vincitore con Duo forte
- Prix Novembre: 1994 vincitore con La Belle Jardinière
- Prix Roger-Nimier: 1996 vincitore con En compagnie des femmes